# Tyuyamunite
La tyuyamunite (simbolo IMA: Tyu) è un minerale di uranio-vanadio piuttosto raro della classe dei minerali "ossidi e idrossidi". Possiede la composizione chimica Ca[UO2|VO4]2·6–8H2O e appartiene al gruppo della carnotite.

## Etimologia e storia
La tyuyamunite è stata descritta per la prima volta nel 1912 da Konstantin Nenadkevich e prende il nome dalla località tipo, la miniera di Tyuya-Muyun in Kirghizistan.
Il campione tipo si trova presso l'Accademia russa delle scienze nel Museo Mineralogico intitolato ad Aleksandr Evgen'evič Fersman a Mosca (Russia).

## Classificazione
Nell'ormai obsoleta ma ancora in uso 8ª edizione della sistematica minerale di Strunz, la tyuyamunite apparteneva alla classe dei minerali di "fosfati, arseniati e vanadati" e lì alla sottoclasse di "uranilfosfati/arsenati e uranilvanadi", dove veniva elencata insieme a carnotite, curienite, francevillite, margaritasite, metatyuyamunite, metavanuralite, sengierite, strelkinite e vanuralite con le quali forma il gruppo dei "vanadati del gruppo uranilico con [UO2]2+-[V2O8]6−" con il sistema nº VII/E.11.
La 9ª edizione della sistematica minerale di Strunz, valida dal 2001 e utilizzata dall'Associazione Mineralogica Internazionale (IMA), classifica invece la tyuyamunite nella classe degli "ossidi e idrossidi" e lì nella sottoclasse "4.H V[5,6] Vanadati". Questa è anche ulteriormente suddivisa in base alla struttura cristallina, in modo che il minerale possa essere trovato nella suddivisione "4.HB Sorovanadati di uranile" in base alla sua struttura, dove forma solo il gruppo senza nome 4.HB.25 insieme alla sua forma disidratata, la metatyuyamunite.
La sistematica dei minerali secondo Dana, che è utilizzata principalmente nel mondo anglosassone, classifica la tyuyamunite nella classe dei "fosfati, arseniati e vanadati", come il sistema obsoleto di Strunz, ma da lì nella sottoclasse dei "fosfati contenenti acqua, ecc.". Qui può essere trovata insieme alla metatyuyamunite nel gruppo senza nome 40.02a.26 all'interno della suddivisione di "Fosfati acquosi ecc., con A2+(B2+)2(XO4) × x(H2O), con (UO2)2+ ".

## Abito cristallino
La tyuyamunite cristallizza nel sistema ortorombico nel gruppo spaziale Pnna (gruppo nº 52) con i parametri reticolari a = 10,63 Å, b = 8,36 Å, c = 16,96 Å oltre a 4 unità di formula per cella unitaria. Tuttavia, i valori qui riportati sono descritti da Stern et al. come appartenenti al metatyuyamunite.

## Proprietà
Il minerale è altamente radioattivo a causa del suo contenuto di uranio fino al 51,8%. Tenendo conto delle proporzioni degli elementi radioattivi nella formula molecolare idealizzata e dei successivi decadimenti della serie di decadimento naturale, viene data un'attività specifica di circa 92,8 kBq/g per il minerale (per confronto, il potassio naturale ha un'attività specifica pari a 0,0312 kBq/g). Il valore citato può variare in modo significativo a seconda del contenuto minerale e della composizione degli stadi, ed è anche possibile l'arricchimento selettivo o l'arricchimento dei prodotti di decadimento radioattivo che modificano l'attività.
Il contenuto d'acqua della tyuyamunite è di natura zeolitica, il che significa che il contenuto di acqua cristallina può fluttuare a seconda dell'umidità ambientale. In un ambiente secco, la tyuyamunite si disidrata in metatyuyamunite con la formula Ca[(UO2)2(VO4)2]·3-5H2O.
La tyuyamunite è visivamente difficile da distinguere da altri vanadati di uranile come la carnotite. Sotto la luce ultravioletta a onde corte, mostra una fluorescenza verde chiaro.

## Modificazione e varietà
In un ambiente secco, la tyuyamunite si disidrata per formare metatyuyamunite Ca[UO2|VO4]2·3–5H2O. La metatyuyamunite cristallizza nel sistema ortorombico nel gruppo spaziale Pnam (nº 62, posizione 6) con i parametri reticolari a = 10,54 Å, b = 8,49 Å e c = 17,34 Å oltre a 4 unità di formula per cella unitaria.

## Origine e giacitura
La tyuyamunite si forma nella zona di ossidazione dei depositi di uranio-vanadio su matrice arenaria. Si verifica in paragenesi con autunite, carnotite, corvusite, gesso, malachite, metatyuyamunite, vésigniéite e volborthite, tra gli altri. I ritrovamenti di tyuyamunite o metatyuyamunite nelle grotte suggeriscono che questo minerale sia formato da soluzioni idrotermali.
Oltre che a Tyuya-Muyun, nel Kirghizistan, è particolarmente abbondante a Grants, nel Nuovo Messico.
In Francia è stata rinvenuta a Cantal (nell'Alvernia-Rodano-Alpi), a Saône-et-Loire (nella Borgogna-Franca Contea), ad Aveyron (in Occitania) e a Vendée (a Pays de la Loire).
In Italia sono stati trovati piccoli esemplari a Saltrio, in provincia di Varese.
In Germania la tyuyamunite è stata trovata a Ortenaukreis (nel Baden-Württemberg), nella Bassa Franconia (in Baviera), a Südliche Weinstraße (in Renania-Palatinato) e a Erzgebirgskreis (in Sassonia).
La tyuyamunite è stata finora rilevata in diversi siti in tutto il mondo. I siti più importanti sono quelli dell'altopiano del Colorado nello Utah e dell'Arizona (Stati Uniti), ma è stata rinvenuta anche in Norvegia, Repubblica Ceca, Ungheria, Israele, Congo, Cina, India e Giordania.

## Forma in cui si presenta in natura
La tyuyamunite di solito sviluppa aggregati minerali massicci, ma raramente anche cristalli tabulari, a volte a forma di ventaglio di colore da giallo a giallo-verdastro; si presenta anche in aggregati scagliosi e terrosi, oltre che in cristalli.